# Faerberia carbonaria
Faerberia là một chi nấm thuộc họ Polyporaceae. Là một chi đơn loài, nó chứa loài duy nhất Faerberia carbonaria.